# Morir en el intento
Morir en el intento (Die Trying) es la segunda novela de la saga de Jack Reacher escrita por Lee Child. Fue publicada originalmente por Putnam. En España fue publicada por RBA.

## Argumento
Mientras pasea por Chicago, Jack Reacher ayuda a una mujer a la que se le cae la muleta al salir de una tintorería. Súbitamente tres hombres se les acercan y les obligan a subir a un coche a punta de pistola. La mujer resulta ser Holly Johnson, agente del FBI e hija del Jefe del Estado Mayor, el general Johnson.
Entretanto, los colegas de Holly obtienen las imágenes de la cámara de seguridad de la tintorería y creen erróneamente que Reacher es el jefe de los secuestradores.  A los agentes federales McGrath, Milosevic y Brogan se une el antiguo jefe de Reacher, el coronel Garber, que intenta convencerles de que Reacher es inocente.
Cuando uno de los secuestradores intenta violar a Holly, Reacher saca fuerzas de su furia y consigue liberarse, mata al secuestrador estrangulándolo y esconde su cadáver, pero no puede liberar todavía a Holly y decide quedarse con ella.
Los otros dos secuestradores piensan que su compañero ha huido.
Reacher Y Holly finalmente llegan a su destino; una comunidad aislada en los densos bosques de Montana, hogar de una secta radical de milicianos que desea la secesión de los EE. UU. Holly es encerrada por su fanático líder, Borken, en una habitación cuyas paredes estas cubiertas de dinamita. Supuestamente para usar a la agente de escudo humano.
Borken quiere que Reacher sea el que lleve el mensaje al FBI, pero recibe información de un topo que le cuenta que fue Reacher quien mató a uno de los secuestradores y decide encerrarle.
Durante el encierro Reacher comprueba que esa gente esta obsesionada con la teoría de conspiración y usa esto para poder escapar.

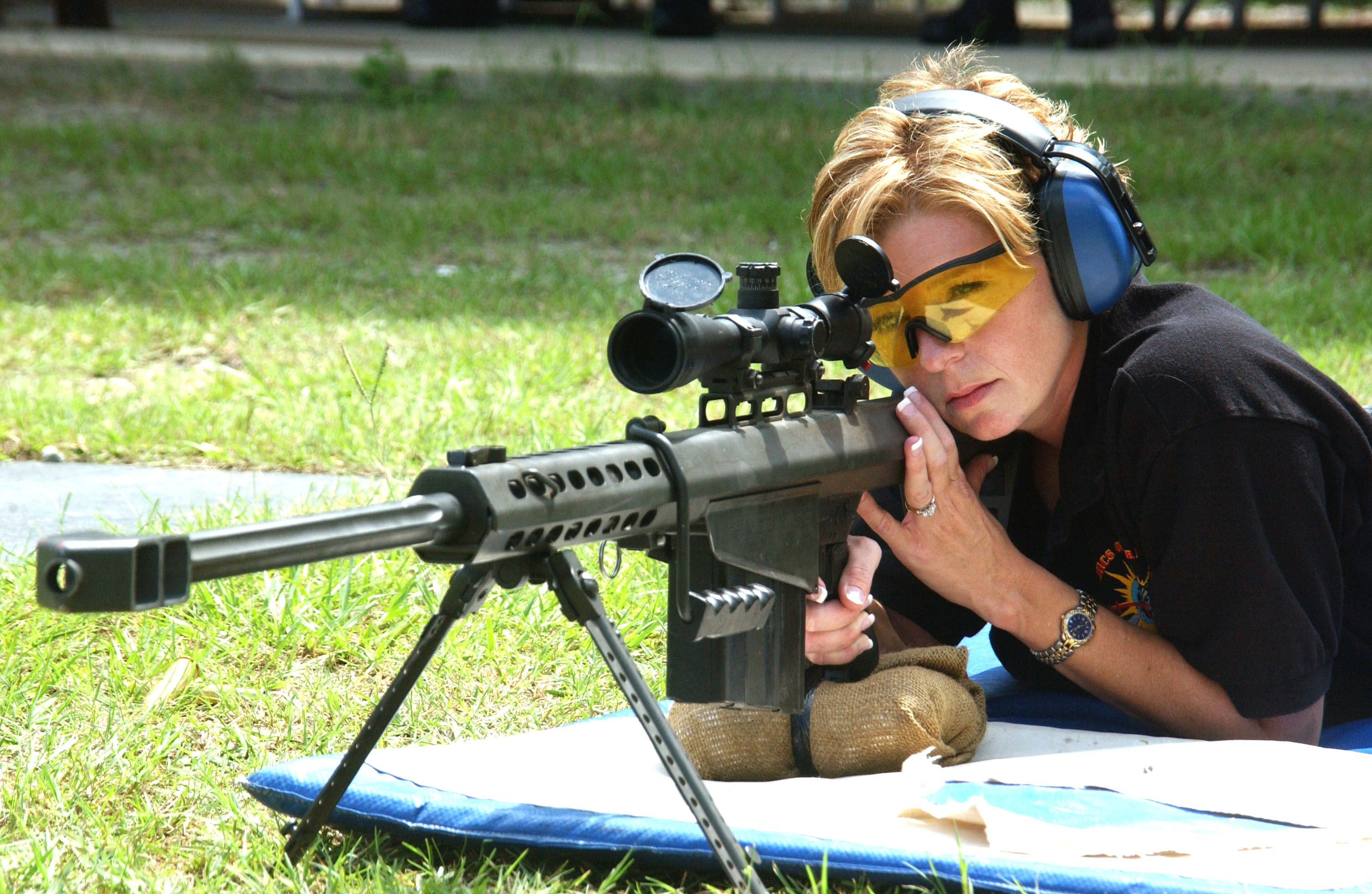
el rifle Barrett tiene gran importancia en la acción de la novela

Mientras, el director del FBI suplica al Presidente de los Estados Unidos que tome una decisión para salvar a Holly, pero este tiene miedo de que se produzca una matanza como en el Asedio de Waco y se cruza de brazos. 
A la mañana siguiente Reacher rescata a McGrath, capturado por los milicianos. Ahora juntos el agente y Reacher se dan cuenta de que Brogan o Milosevic son los topos. Brogan está a sueldo de Borken e intenta engañar a Reacher, pero él se da cuenta y le mata. Borken, cada vez más solo, decide ejecutar a Holly si su padre no cumple con sus demandas, pero Reacher le dispara con un fusil de francotirador Barrett M82 robado de la armería y le vuela la cabeza. Cuando todo parece resuelto, Milosevic se desvela como un segundo topo y toma a Holly de rehén, pero Reacher y McGrath le matan.
Reacher descubre que la habitación de Holly no está llena de dinamita y se da cuenta de que Borken envió a Stevie, el último secuestrador en un camión bomba a San Francisco, para que detone en medio de una multitud que celebra el Cuatro de julio, fiesta nacional de USA. Todo el mundo sube a un helicóptero y Reacher, con su rifle dispara y destruye el camión en una carretera vacía. Holly y McGrath se quedan juntos y para evitarse problemas Reacher se despide y sigue con su vagabundeo por las carreteras de Estados Unidos.

## Temas
- Racismo y separatismo: la novela señala la conexión entre estas ideologías, en el despacho del líder separatista hay banderas nazis y en varios de sus diálogos dice odiar a los negros y a los judíos.
- Demagogia: en un punto de la trama el gobierno de Washington decide ignorar el problema del grupo separatista para no soliviantar a la opinión pública.

## Premios y nominaciones
- 2003 WH Smith Thumping Good Read Award: ganador.[1]